# マストドン (バンド)
マストドン (Mastodon) は、アメリカ合衆国のヘヴィメタル・バンド。

## 来歴
2000年にジョージア州アトランタで結成される。結成当初は5人組だったが、ほどなくしてボーカリストが脱退し、現在の4人編成になった。2001年にミニ・アルバム『Lifesblood』でデビュー。翌2002年にはフル・アルバム『レミッション』を発表し、EXTREME THE DOJO Vol.5で初来日も果たした。
2004年の2作目のアルバム『レヴァイアサン』は、ハーマン・メルヴィルの小説『白鯨』をテーマとしたコンセプト・アルバムで、『ケラング!』誌の年間ベスト・アルバムに選ばれるなど賞賛を持って受け入れられた。また、2004年と2006年の2度に渡ってスレイヤーを中心とした「The Unholy Alliance」ツアーで欧米を回り、知名度を上昇させた。
2006年にはメジャー・レーベルのワーナー・ブラザース・レコードに移籍。同年の3作目『ブラッド・マウンテン』にはマーズ・ヴォルタのセドリック・ビクスラーやクイーンズ・オブ・ザ・ストーン・エイジのジョシュ・オムらがゲスト参加。メンバー自身が「最も冒険的」と評する作品であったが、前作以上のセールスを記録。同年にはLOUD PARK 06にも出演した。
2009年のアルバム『クラック・ザ・スカイ』はブレンダン・オブライエンをプロデューサーに迎えて制作され、全米チャート初登場11位を記録。収録曲の「Divinations」はゲーム『Saints Row: The Third』に使用された。ツアーではアルバム完全再現ライブを行い、2009年10月17日にシカゴのアラゴン・ボールルームで行われたライブがアルバム『Live at the Aragon』としてリリースされた。
2011年、2年ぶりとなる5作目『ザ・ハンター』を発表。2012年のレコード・ストア・デイには女性シンガーソングライターのファイストと互いの楽曲をカヴァーしたスプリット・シングル『ファイストドン』をリリースした。
2014年、6作目『ワンス・モア・ラウンド・ザ・サン』を発表。プロデュースはニック・ラスクリネッツが担当。
2025年3月7日、バンドはブレント・ハインズを解雇したと発表した。バンド側は友好的な別れだとする声明を出す一方でハインズは「ひどい人間たちとクソみたいなバンドをやっていたことを懐かしく思うことはない」と解雇は一方的な物だったとして残る3人を批判している。

## 評価
- 「21世紀初頭における傑出したメタル・バンドのひとつ」 - AllMusic[5]
- 「彼らの世代においては最高のメタル・バンドであり、追随するものはいない」 - 『ローリング・ストーン』誌 2009年4月

## メンバー

### 現在
- トロイ・サンダース (Troy Sanders) - ベース、キーボード、ボーカル(2000年-)
- ニック・ジョンストン(Nick Johnston)- ギター、バッキングボーカル(2025年-)
- ビル・ケリハー (Bill Kelliher) - ギター、バッキングボーカル(2000年-)
- ブラン・デイラー (Brann Dailor) - ドラム、ボーカル(2000年-)

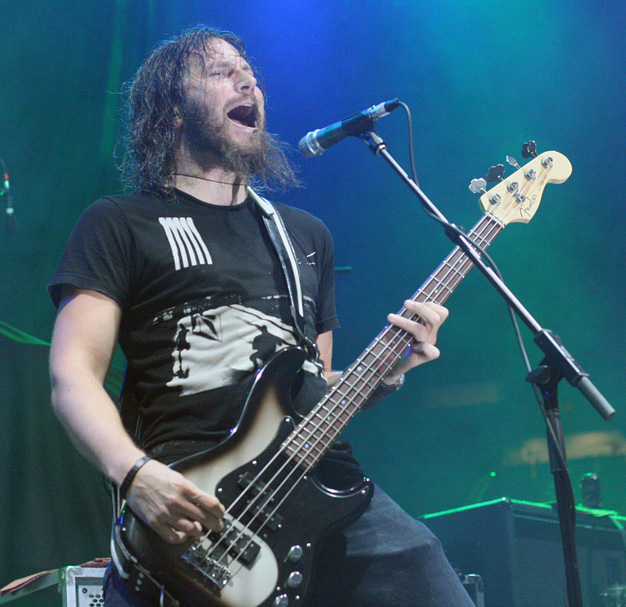
トロイ・サンダース
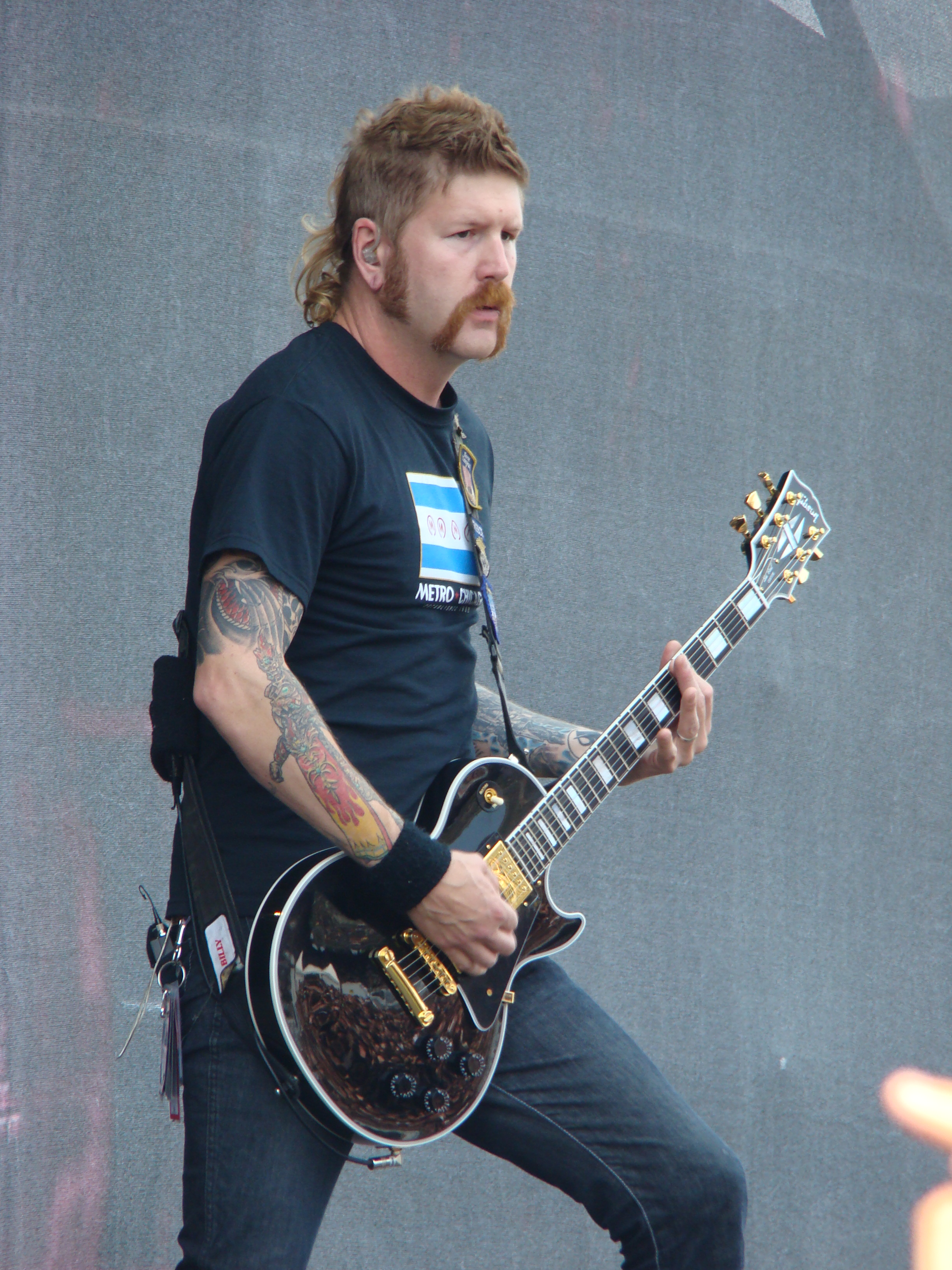
ビル・ケリハー
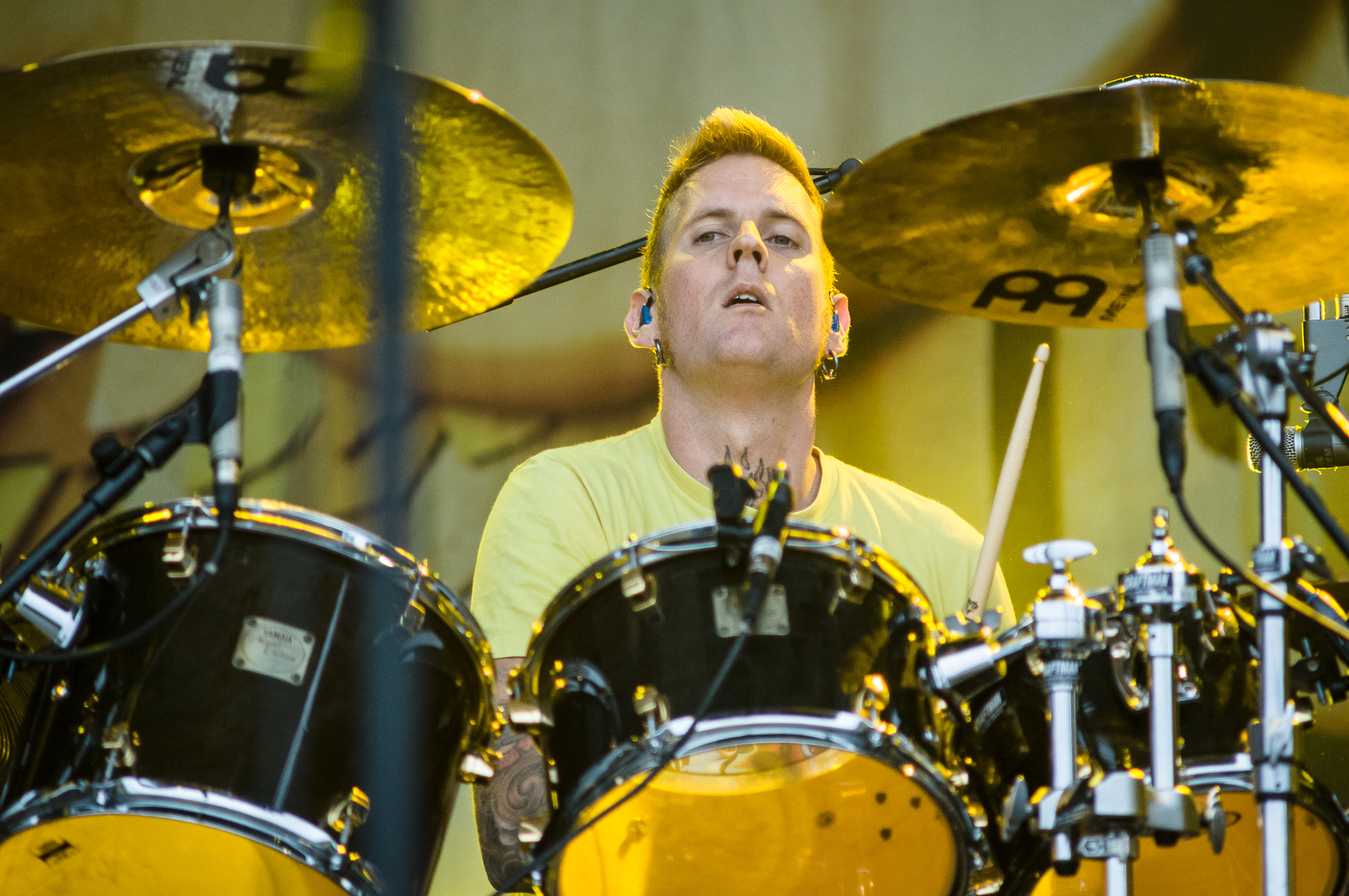
ブラン・デイラー

### 元メンバー
- エリック・サナー (Eric Saner) - ボーカル (2000年)
- ブレント・ハインズ(Brent Hinds) - ギター、バッキングボーカル(2000年-2025年)

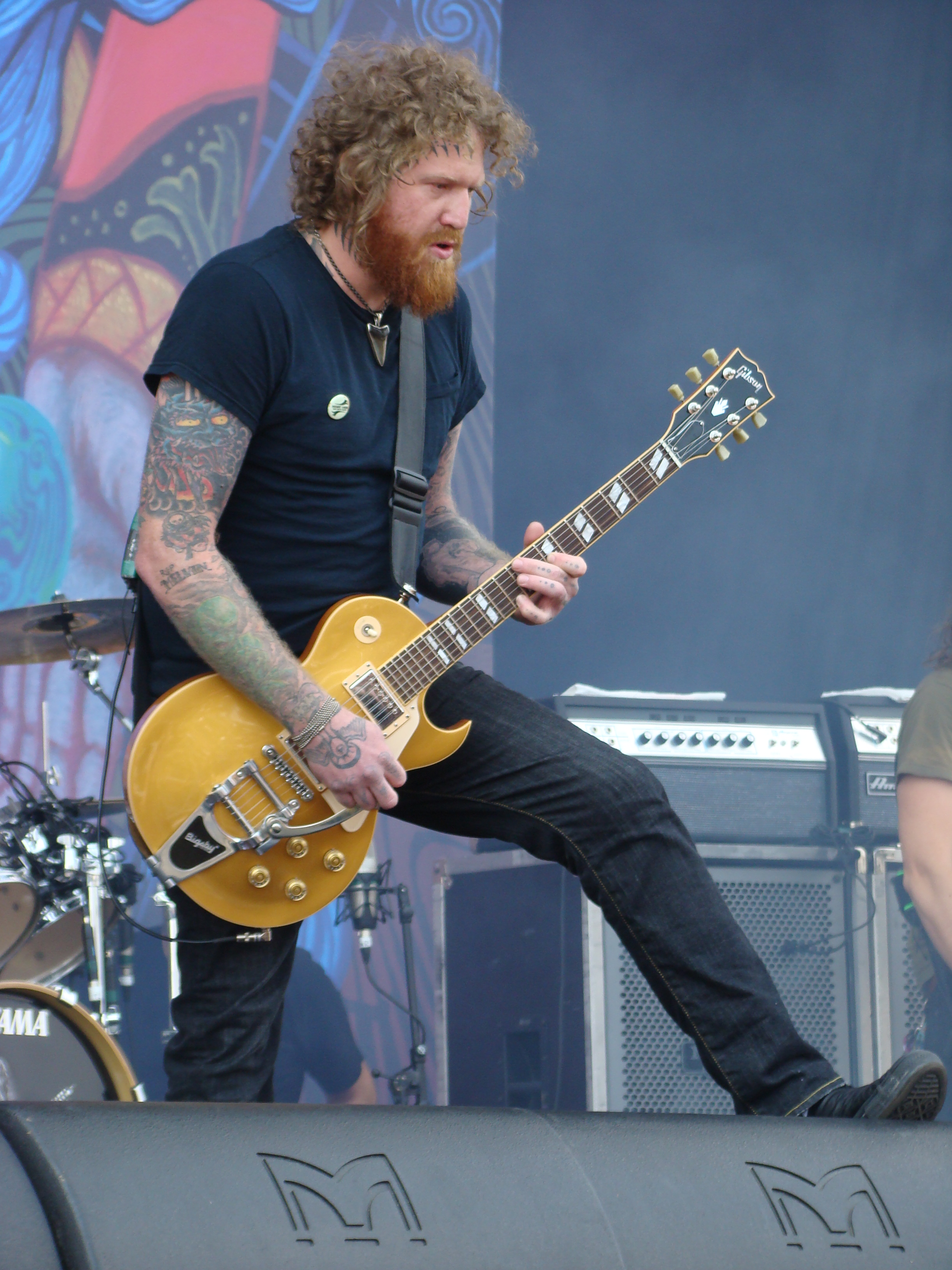
ブレント・ハインズ

## ディスコグラフィ

### アルバム
| 年                                        | タイトル                                                  | アルバム詳細                             | チャート最高位 | チャート最高位 | チャート最高位 | チャート最高位 | チャート最高位 | チャート最高位 | チャート最高位 | チャート最高位 | チャート最高位 | チャート最高位 | 認定 |
| 年                                        | タイトル                                                  | アルバム詳細                             | US             | AUS            | DEN            | FIN            | FRA            | GER            | JPN            | NOR            | SWE            | UK             | 認定 |
| ----------------------------------------- | --------------------------------------------------------- | ---------------------------------------- | -------------- | -------------- | -------------- | -------------- | -------------- | -------------- | -------------- | -------------- | -------------- | -------------- | ---- |
| 2002                                      | レミッション Remission                                    | - フォーマット: CD, LP, digital download | —              | —              | —              | —              | —              | —              | —              | —              | —              | —              |      |
| 2004                                      | レヴァイアサン Leviathan                                  | - フォーマット: CD, LP, digital download | 139            | —              | —              | —              | —              | —              | —              | —              | —              | 110            |      |
| 2006                                      | ブラッド・マウンテン Blood Mountain                       | - 全米売上: 17.6万枚                     | 32             | 44             | —              | —              | 138            | 96             | 59             | 20             | 34             | 46             |      |
| 2009                                      | クラック・ザ・スカイ Crack the Skye                       | - 全米売上: 20万枚                       | 11             | 19             | 37             | 6              | 106            | 36             | 38             | 6              | 23             | 34             |      |
| 2011                                      | ザ・ハンター The Hunter                                   | - 全米売上: 7.5万枚                      | 10             | 18             | 11             | 13             | 73             | 20             | 122            | 8              | 10             | 19             |      |
| 2014                                      | ワンス・モア・ラウンド・ザ・サン Once More 'Round the Sun | - 全米売上: 3.9万枚                      | 6              | 7              | 9              | 1              | 50             | 16             | 103            | 4              | 17             | 10             |      |
| 2017                                      | エンペラー・オブ・サンド Emperor of Sand                  | - フォーマット: CD, LP, digital download | 7              | 3              | —              | 4              | 60             | 11             | 126            | 6              | 5              | 11             |      |
| 2021                                      | ハッシュド・アンド・グリム Hushed and Grim                | - フォーマット: CD, LP, digital download | 20             | 16             | 24             | 4              | 32             | 10             | —              | 10             | 25             | 14             |      |
| "—"は未発売またはチャート圏外を意味する。 |                                                           |                                          |                |                |                |                |                |                |                |                |                |                |      |

### ライブ・アルバム
- Live at the Aragon (2011年)
- Live at Brixton (2014年)

### EP
- Lifesblood (2001年)
- Cold Dark Place (2017年)

### コンピレーション・アルバム
- 『コール・オブ・ザ・マストドン』 - Call of the Mastodon (2006年) ※初期の作品を収録した編集盤
- Mastodon (2008年)
- Medium Rarities (2020年)

## 日本公演
- 2002年 EXTREME THE DOJO Vol.5
- 2005年 EXTREME THE DOJO Vol.11
- 2006年 LOUD PARK 06
- 2009年 SUMMER SONIC 09
- 2015年
- 2018年 SUMMER SONIC 18
- 2022年 DOWNLOAD JAPAN 2022